# Pośrednia Salatyńska Przełęcz
Pośrednia Salatyńska Przełęcz – znajdująca się na wysokości 2012 m n.p.m. niewielka przełęcz w słowackich Tatrach Zachodnich, pomiędzy Salatyńskim Wierchem (2048 m) a Małym Salatynem (2046 m). Obydwa te szczyty znajdują się w grani głównej w odległości zaledwie 200 m od siebie (w prostej linii). Północno-zachodnie zbocza przełęczy opadają stromo do Doliny Salatyńskiej (bocznego odgałęzienia Doliny Rohackiej), przeciwległe zbocza południowo-wschodnie do Żlebu pod Wałowiec. Rejon przełęczy to łagodne i trawiaste siodło, dawniej był wypasany, podobnie jak i sąsiednie szczyty. Tereny te wchodziły w skład hali Salatyn i od nazwy tej hali pochodzi nazwa przełęczy i wznoszących się nad nią szczytów.

## Szlaki turystyczne
– czerwony biegnący granią główną Tatr.
- Czas przejścia od Banikowskiej Przełęczy na Pośrednią Salatyńską Przełęcz: 1:50 h, z powrotem 1:50 h
- Czas przejścia z Pośredniej Salatyńskiej Przełęczy na Brestową: 45 min, z powrotem 50 min

  – zielony od Rozdroża do Parzychwostu przez Praszywe i Dolinę Głęboką na Pośrednią Salatyńską Przełęcz. Czas przejścia: 3 h, ↓ 2:20 h